# À l'ouest du temps
À l'ouest du temps (titre original : Quicksand) est un roman de science-fiction de l'écrivain britannique John Brunner paru en 1967.

## Résumé

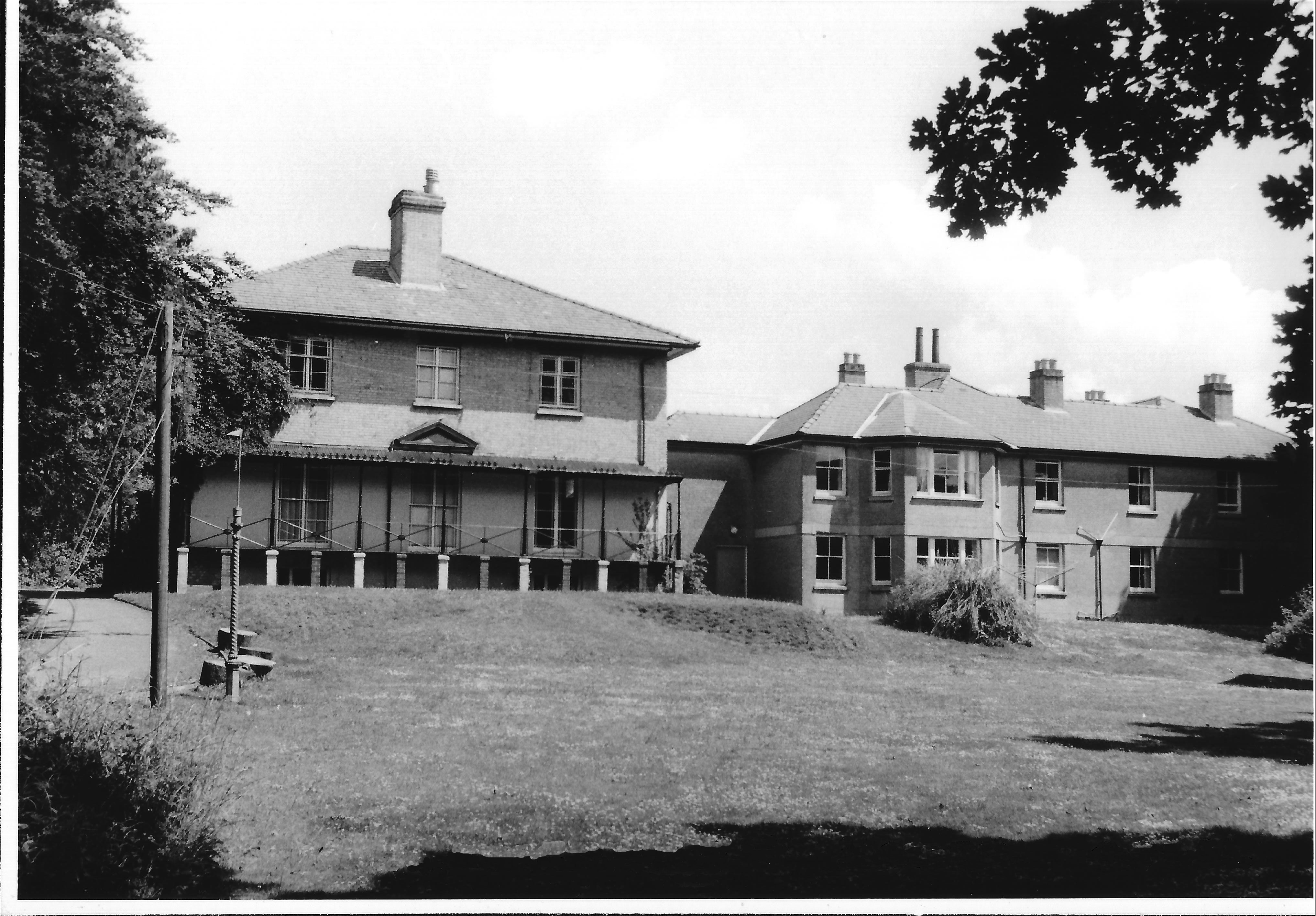
Old Manor Hospital, ancienne clinique psychiatrique à Salisbury, Wiltshire.

Dans une forêt, on découvre une jeune femme nue parlant une langue inconnue.
Un jeune psychiatre, Paul Fidler, est chargé de la soigner à l'hôpital psychiatrique de Chent. Paul Fidler va-t-il réussir à percer son mystère et calmer l'inquiétude de ses collègues ? Souffre-t-elle d'une forme méconnue d'amnésie ? Est-ce une simulatrice géniale ? Ou vient-elle, comme elle le prétend, d'un lieu situé... à l'ouest du temps ?  Et a-t-elle vraiment besoin de soins ?

## Critique littéraire
Pour Roland C. Wagner, c'est un roman "touchant et même poignant", qui se distingue des grandes sagas de Brunner (comme Tous à Zanzibar ou Le Troupeau aveugle), et raconte "avec finesse et sensibilité" cette histoire d'une femme qui est peut-être originaire d'un univers parallèle.